# 隔たる世界の2人
『隔たる世界の2人』（Two Distant Strangers）は、トレイヴォン・フリーとマーティン・デズモンド・ロー監督による2020年のアメリカ合衆国の短編SFドラマ映画である。警察官と遭遇したことをきっかけに死を迎える黒人男性のタイムループが描かれる。

## あらすじ
ニューヨークで黒人グラフィックデザイナーのカーター・ジェームズは愛犬ジーターに餌を与えるために恋人のペリーのアパートから自宅へ帰ろうとするが、通りで白人のニューヨーク市警のメルク巡査と遭遇したことをきっかけにタイムループに閉じ込められてしまう。最初の出会いでメルクはカーターが吸っている煙草の匂いがおかしいと主張して所持品検査を強行し、彼は抵抗したために2014年のエリック・ガーナー（「息ができない」）や2020年5月のジョージ・フロイドのように窒息死に追いやられ、次の瞬間にはペリーのベッドで目が覚める時間まで戻る。ループを繰り返すカーターはアパートから出ないことにするが、すると今度は部屋番号を誤解した機動隊によって射殺されてしまう。
99回死んだ後、カーターはメルク巡査にこの状況を説明し、周辺の人々の挙動を予測することでループを信じさせることに成功する。カーターはメルクに自宅まで送るように頼んで無事に到着し、パトカーから降りて握手を交わす。しかしカーターが扉に向かうとメルクは「ブラボー!...最高だったよ」と言ってカーターの「秀逸な演技」を賞賛し、自分もループしていることを覚えていることを明かす。直後にメルクはカーターを後ろから撃って「また明日な」と言い、カーターのまわりにはアフリカの形の血の海が広がる。カーターはペリーのベッドでまた目を覚ます。
物語はカーターが「どれだけ時間がかかっても、何度繰り返しても、俺は絶対に犬が待つ家に帰るんだ」と言ってペリーの部屋を出る場面で終わり、「ザ・ウェイ・イット・イズ」をバックに警察官と遭遇して亡くなった黒人の名前が画面上に挙列される。

## キャスト
- カーター・ジェームズ - ジョーイ・バッドアス[5]
- メルク - アンドリュー・ハワード（英語版）[5]
- ペリー - ザリア・シモン[5]

## 製作
トレイヴォン・フリーはジョージ・フロイドの死から2か月後の2020年7月に脚本を書いた。

## 公開
2021年3月にNetflixが配給権を獲得し、同年4月9日に配信された。

## 受賞とノミネート
| 賞                                   | 部門       | 候補者                                             | 結果       |
| ------------------------------------ | ---------- | -------------------------------------------------- | ---------- |
| アカデミー賞                         | 短編映画賞 | トレイヴォン・フリー、マーティン・デズモンド・ロー | 受賞       |
| アフリカンアメリカン映画批評家協会賞 | 短編映画賞 | 『隔たる世界の2人』                                | ノミネート |